# Strövelstorp
Strövelstorp est une localité suédoise dans la commune d'Ängelholm en Scanie.
Sa population était de 1402 habitants en 2019. 